# Ivie Richardson
Ivie John Richardson , né le 16 janvier 1895 à Vereeniging et mort le 10 janvier 1960, est un joueur de tennis sud-africain.

## Carrière
Ivie Richardson effectue son unique voyage en Europe en 1924 et se rend tout d'abord à Scarborough pour une rencontre de Coupe Davis avec l'Afrique du Sud aux côtés de Patrick Spence et Louis Raymond contre la Grande-Bretagne. Il perd son match face à Patrick Wheatley. Il participe ensuite au tournoi de Wimbledon où il profite notamment de l'abandon du Roumain Nicolae Mișu qui le juge trop chanceux après que plusieurs de ses balles aient touché le filet.
Enfin, il est aligné aux Jeux olympiques disputés à Paris. Défait au 3e tour en simple par Henri Cochet, il se distingue en double avec Jack Condon, où, après des victoires aisées sur des paires chiliennes et espagnoles, ils créent la surprise en éliminant la seconde équipe américaine composée de Dick Williams et Watson Washburn qui faisait partie des favorits (4-6, 11-9, 4-6, 6-4, 6-4). Battus en demi-finale par Jacques Brugnon et Henri Cochet, il terminent le tournoi à la 4e place après une défaite contre Jean Borotra et René Lacoste comptant pour la médaille de bronze.
En 1925, il devient champion d'Afrique du Sud devant Charles Winslow.